# Clima mediterraneo

Aree nel mondo a clima mediterraneo

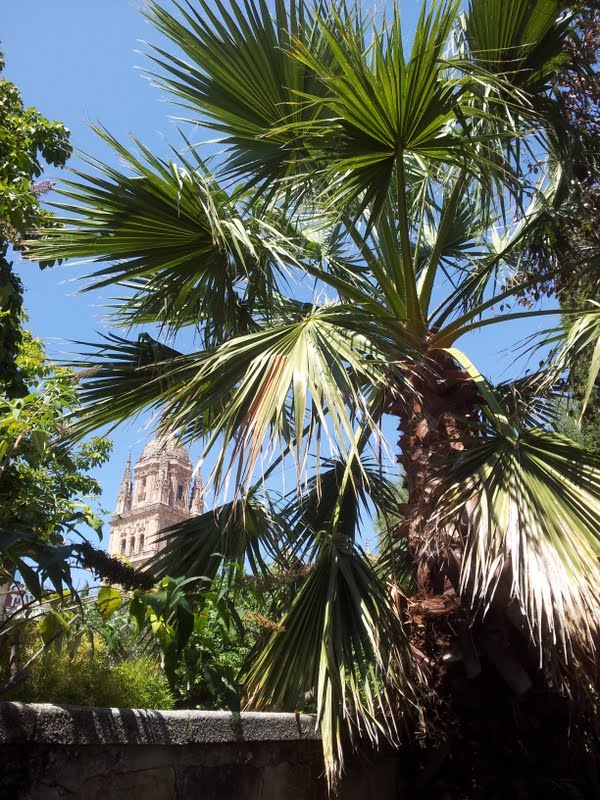
flora

In climatologia il clima mediterraneo (Cs secondo la classificazione climatica di Köppen, che lo chiamò clima etesio) è il meno esteso dei climi temperati. È caratterizzato da estati secche con elevato rischio di siccità ed inverni piovosi con temperature miti; il mare contribuisce a determinare il clima, il quale è temperato caldo, con escursioni termiche giornaliere ed annue modeste (inferiori a 21 °C): infatti, il mare trattiene il calore estivo accumulandolo e rilasciandolo poi durante il periodo invernale.
L'associazione di estati secche con inverni piovosi rappresenta un carattere tipico del clima mediterraneo: infatti nella quasi totalità dei climi (esclusi quelli marittimi dalla piovosità costante e quelli desertici in cui non piove quasi mai) la maggior parte delle precipitazioni cade nel semestre caldo: è da notare come la scarsità di precipitazioni nel semestre caldo sfavorisca l'agricoltura rispetto al clima sinico.

## Definizione
Köppen definì il clima Cs come quello in cui il mese più scarso di precipitazioni nel semestre caldo ha un totale di precipitazioni inferiore a un terzo di quello del mese invernale più piovoso e in ogni caso inferiore a 30 mm. Se il mese più secco presenta un totale inferiore a un terzo di quello del mese più piovoso ma superiore a 30 mm si identificherà come Cfs
Salvador Rivas Martínez definisce bioclima mediterraneo quello in cui ci sono almeno due mesi consecutivi di siccità estiva.

## Sottotipi
Il clima mediterraneo ha due sottotipi fondamentali: Csa con estate calda e Csb con estate più tiepida.

### Csa
Il sottotipo Csa, nel quale la temperatura del mese più caldo è superiore a 22 °C, si trova lungo le aree costiere del Mediterraneo e del Vicino oriente, mentre nelle zone costiere esterne si hanno temperature inferiori (a Essaouira in Marocco la temperatura media di luglio è di 20 °C). Temperature decisamente elevate si registrano nell'entroterra californiano (Red Bluff, con una temperatura media di luglio di 27,5 °C).

### Csb
Il sottotipo Csb è tipico delle zone costiere della California e dell'Oregon come Santa Monica e San Francisco rispettivamente con una media di 18,9 °C e 17,7 °C. Anche alcune zone della Francia, del Marocco, della Turchia, del Cile e dall'Australia appartengono a questo sottotipo. Un'estrema regolarità della temperatura si ha nelle Isole Farallon al largo di San Francisco, dove la temperatura media del mese più freddo è di 12 °C e quella del mese più caldo di 14 °C.

## Regimi di transizione

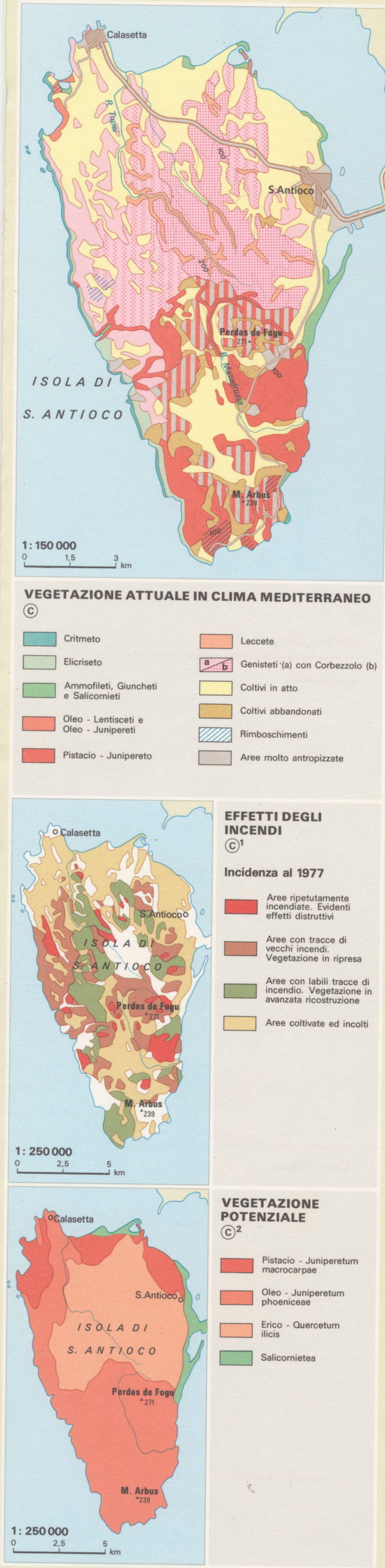
Vegetazione in clima mediterraneo, effetti degli incendi e vegetazione potenziale

### Clima mediterraneo continentale
Il clima mediterraneo continentale, di transizione verso il clima steppico, si caratterizza per la minor durata della stagione piovosa invernale e per le maggiori escursioni termiche, sia diurne che annuali.

### Clima submediterraneo
Il clima submediterraneo, di transizione verso il clima temperato umido, si contraddistingue per la minor durata della stagione secca estiva, per le temperature relativamente più basse nonché per la possibilità di precipitazioni nevose, seppur non frequenti. in Italia questo clima è caratteristico delle coste nord adriatiche e del lago di Garda.

## Distribuzione
In Europa, è tipico delle regioni che si affacciano sul mar Mediterraneo: l’Italia, il Sud e l’Est della Spagna, la costa mediterranea della Francia e della penisola balcanica. In Italia lo si ritrova soprattutto sulle coste liguri, tirreniche e ioniche. Sulle coste adriatiche della costa occidentale non risale più a nord di Rimini, dove si incontra una zona a clima sub-mediterraneo a causa della vicinanza della pianura padana, che è a clima temperato umido. Sulla costa orientale dell'Adriatico risale invece molto più a nord, comprendendo la Dalmazia, la fascia costiera dell'Istria e la costa triestina ( Secondo i dati aggiornati al 5 giugno 2025 della rete meteorologica regionale ARPA-OSMER alla stazione metereologica di Trieste la media 1994-2025 delle piogge cumulate è di 867 mm. annui, la temperatura annua di 15,9 gradi con un minimo in gennaio di 7,2 gradi e con tre mesi estivi, giugno, luglio ed agosto, oltre i 22 gradi e un quarto mese estivo, settembre, oltre i 21 gradi.). Zone tipicamente mediterranee con spunti subtropicali sono l'Italia meridionale, la Sicilia e la Sardegna.
Anche climi paragonabili in zone situate in altri continenti vengono considerati come esempi di clima mediterraneo: per esempio, nel bacino del Mediterraneo lo si ritrova anche nelle coste turche e del Vicino Oriente. In Africa si trova un clima mediterraneo sulle coste del Maghreb e nella regione del Capo; nelle Americhe hanno un clima paragonabile la California costiera e il Cile centrale e in Australia la costa sudoccidentale. In sintesi, si tratta di zone climatiche situate poco più a nord o poco più a sud dei Tropici, che rendono il clima piuttosto mite. È questa la ragione per cui il clima mediterraneo viene talvolta considerato subtropicale, come per esempio da Troll e Paffen.

## Vegetazione
L'agricoltura e l'allevamento vi sono praticati da secoli. In queste zone l'estate è molto arida e gli agricoltori usano sistemi d'irrigazione capaci di sfruttare sia le acque di superficie sia le falde acquifere, per coltivare olivi, vite, agrumi e cereali. Dove non vi sono coltivazioni agricole c'è una vegetazione sempreverde di tipo forestale oppure di tipo a boscaglia.
Il clima mediterraneo ha determinato vari ecosistemi, tra cui il più famoso è la macchia mediterranea. In California prevale un simile tipo chiamato chaparral mentre nella zona del capo si chiama fynbos ed è particolarmente ricco in biodiversità.